# 元淑
元淑（447年—507年12月12日），字买仁，河南郡洛阳县（今河南省洛阳市东）人，追尊魏昭成帝拓跋什翼犍玄孙，常山康王拓跋素第二十五子，北魏宗室、官员。

## 生平
元淑能挽三百斤重的弓，擅长骑射，在魏孝文帝元宏时期出任河东郡太守，河东郡习惯从事商业，很少以农为业，当地有人年至三十也不认识农具。元淑到任后鼓励与督责百姓进行农业生产，亲自前往教导示范。两年间，河东郡家家富足，人人饱暖，为元淑歌唱道：“泰州的河东，纺织代替了耕种。元公来到这里，田野开始治理。”元淑后官至使持节、平北将军、肆朔燕三州刺史，都督柔玄御夷怀荒三镇二道诸军事、平城镇将。正始四年岁次丁亥十月戊辰朔廿三日庚寅（507年12月12日），元淑去世，虚岁六十一，朝廷赠予使持节、镇东将军、都督相州诸军事、相州刺史、谥号靖，有七个儿子。元淑的墓志名为《魏元公之墓志》，1984年出土于山西省大同市小南头乡王庄村西北1.5公里，北距水泊寺乡石家寨村1.5公里，西北距大同市区6公里。

## 家庭

### 兄弟
- 拓跋可悉陵，北魏中军都将、暨阳子
- 拓跋陪斤，北魏常山简王
- 拓跋忠，北魏侍中、镇西将军、右仆射、城阳宣公
- 元德，北魏镇南将军、河间简公
- 元赞，北魏卫将军、左仆射、晋阳肃伯
- 拓跋货毅，北魏内三郎
- 元菩萨，北魏赵郡王

### 夫人
- 吕乃贺浑，北魏给事、相州刺史、相国侯、赵郡吕金安第六女，正始五年岁次戊子三月甲申朔十五日戊戌（508年4月30日）在平城公馆去世，虚岁五十六[1]

### 子女
- 元颢，长子，北魏持节、征虏将军、鄯州刺史[3]
- 元华光，第三女，嫁北魏琅耶郡公司马裔，封彭城郡公主，司马裔死后在雍州等觉寺出家，法号僧华[4]
- 元凝，北魏通直散骑常侍、赠徐州刺史[5]
- 元祐，北魏使持节、散骑常侍、都督荆州诸军事、镇南将军、荆州刺史[6]
- 元诞，北魏伏波将军
- 元季海，西魏司空、冯翊简穆王